# 1144

## أحداث
- تأسيس مدينة ليوبليانا وتقع حاليا في سلوفينيا.
- حصار الرها في الفترة ما بين 28 نوفمبر و24 ديسمبر.
- تحرير الرها على يد عماد الدين زنكي.
- فتح نورماندي على يد جيفري خامس كونت أنجو واصبح دوقاً عليها كانت النورماندي من أملاك ستيفن ملك إنجلترا.

## وفيات
- الزمخشري